# Абрикос (плод)

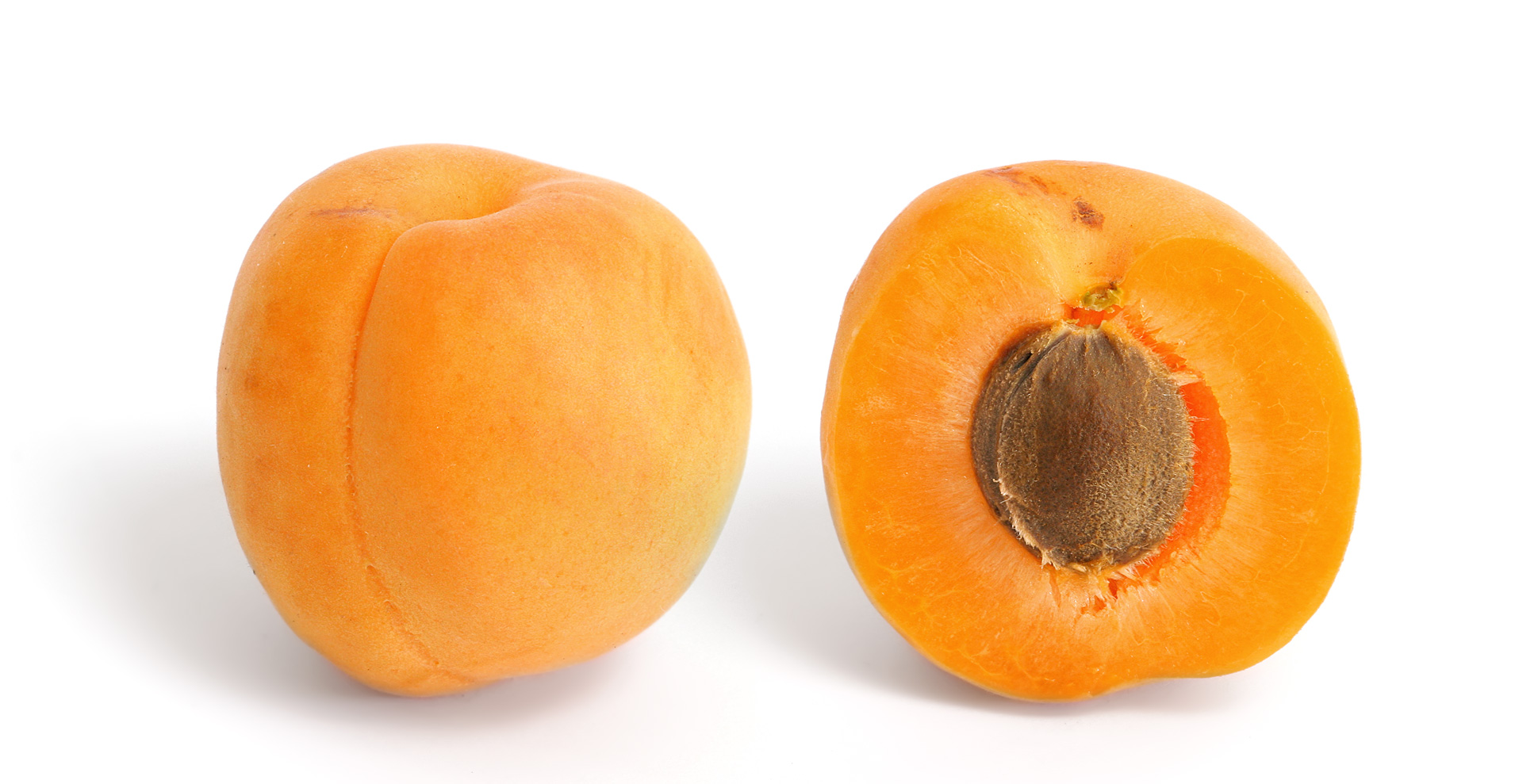
Абрикос

Карта этимологии слова «абрикос» с латинского языка в английский через греческий, арабский, испанский, каталанский и среднефранцузский

Абрико́с — плод дерева абрикос, обычно абрикоса обыкновенного (лат. Prunus armeniaca Lin., Armeniaca vulgaris Lam.), но также и близкородственных ему видов из секции Armeniaca подрода Prunus (в России эту секцию принято считать отдельным родом): маньчжурского абрикоса (Prunus mandshurica), японского абрикоса (Prunus mume), сибирского абрикоса (Prunus sibirica), бриансонского абрикоса (Prunus brigantina) и т. д. Также абрикосами называют плоды некоторых гибридных видов.

## Внешний вид
Абрикос — это небольшое дерево, 8-12 м в высоту, со стволом до 40 см в диаметре и густой раскидистой кроной. Листья имеют яйцевидную форму 5-9 см в длину и 4-8 см в ширину, с закругленным основанием, заостренным кончиком и мелкими зубчатыми краями. Цветки у абрикоса одиночные, с пятью лепестками, крупные, от 2 до 4,5 см в диаметре, белые или бледно-розовые; они появляются поодиночке или парами ранней весной до появления листьев.
Плод является костянкой. Похож на небольшой персик от 1,5 до 2,5 см в диаметре. Цвет варьируется от жёлтого до оранжевого, часто с красным оттенком на стороне, наиболее подверженной воздействию солнца; своим цветом абрикосы обязаны содержащимся в них каротиноидам. Поверхность плода может быть гладкой (голой) или бархатистой с очень короткими волосками. Мякоть обычно сочная, но у некоторых видов, например, Prunus sibirica, она сухая. Вкус может варьироваться от сладкого до терпкого. Одиночное семя или «ядро» заключено в твердую оболочку.

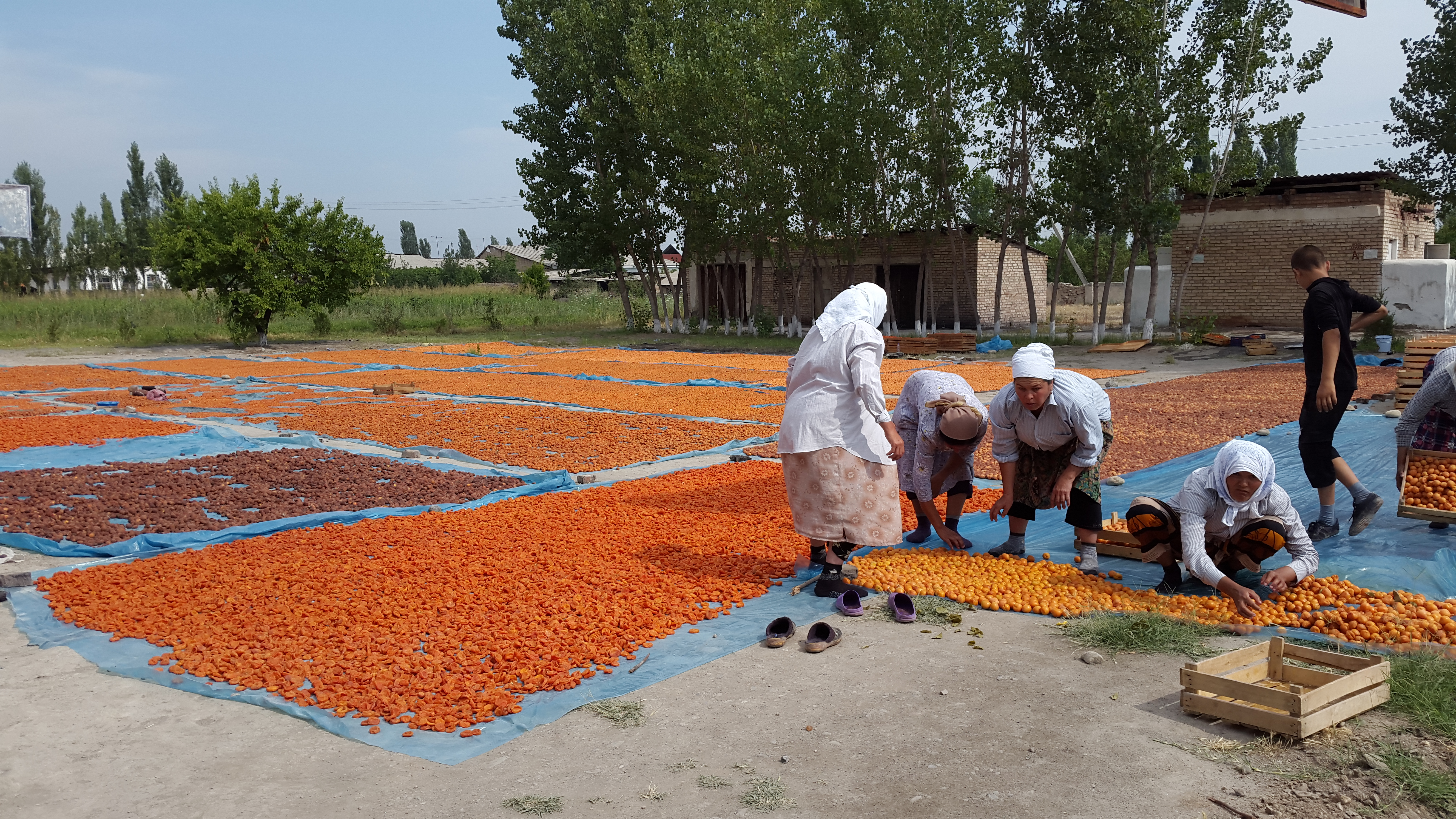
Подготовка к сушке абрикоса (Фергана, Узбекистан)

## Культивация
Наиболее широко культивируемый абрикос Prunus armeniaca был известен в Армении в древние времена и культивировался там так долго, что ранее считалось, что он возник здесь, отсюда и эпитет его научного названия. Однако это не подтверждается генетическими исследованиями, которые вместо этого подтверждают гипотезу, предложенную Николаем Вавиловым, о том, что одомашнивание P. armeniaca произошло в Средней Азии и Китае. Затем одомашненный абрикос распространился на юг в Южную Азию, на запад в Западную Азию (включая Армению), Европу и Северную Африку и на восток до Японии.
Сухой климат благоприятен для созревания плодов. Ограничивающим фактором в выращивании абрикосов являются весенние заморозки, так как они, как правило, цветут очень рано (в начале марта в Западной Европе), а это означает, что весенние заморозки могут убить цветы. Кроме того, деревья чувствительны к перепадам температуры в зимний период. Гибридизация с близкородственным Prunus sibirica (морозостойкий до −50 °C, но с менее вкусными плодами) предлагает варианты выведения более холодоустойчивых растений.
Сорта абрикоса обычно прививают на подвои сливы или персика. Привой сорта обеспечивает характеристики плода, такие как вкус и размер, а подвой обеспечивает характеристики роста растения. Некоторые сорта абрикоса самосовместимы, поэтому деревья-опылители не требуются.
Созданы гибрид абрикоса и алычи (Prunus cerasifera), а также абрикоса и сливы.
В 2019 году мировое производство абрикосов составило 4,1 миллиона тонн, 21 % которых находится в Турции. Другими крупными производителями (в порядке убывания) были Узбекистан, Иран, Италия и Алжир.

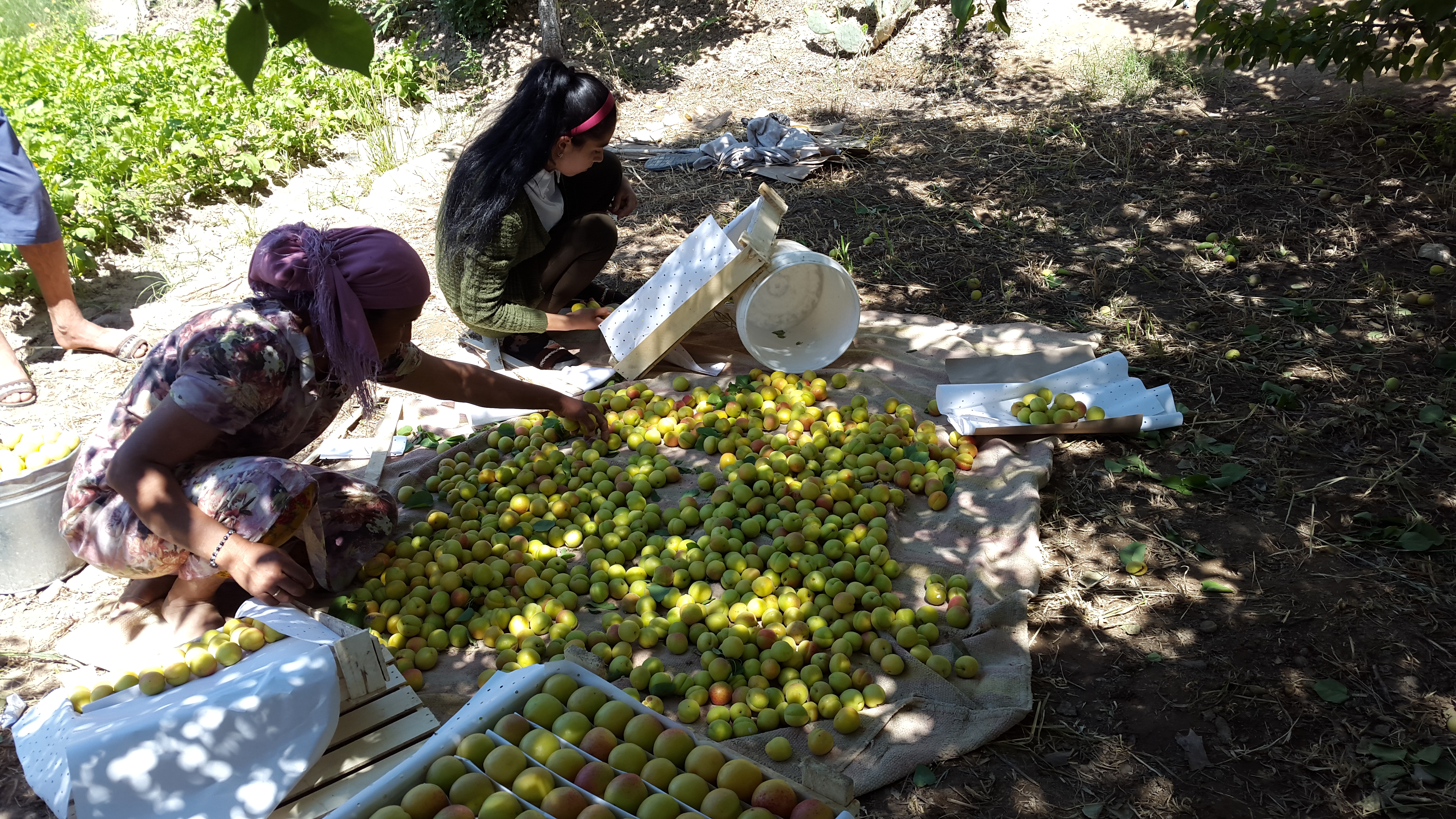
Ручная сортировка и упаковка свежей продукции абрикоса (Сурхандарья, Узбекистан)

## Пищевая ценность
Плоды содержат сахар, витамины, органические кислоты (яблочная и лимонная), каротин, минералы. Для человека являются источником калия, каротина, витамина C, хотя витамина C в нём не так много: 10 мг на 100 г. Железа тоже немного — 0,4 мг на 100 г., что составляет 3—4 % суточной потребности взрослого
Абрикос низкокалориен (48 ккал на 100 г), поэтому хорош как диетический продукт.
Из абрикосов делают варенье, джем, сок, компоты, цукаты и марципаны, а также вина и ликёры. Также их кладут в качестве начинки в пироги и вареники.
Кроме того, абрикосы сушат: при сушке плоды имеют свойство сохранять полезные качества. Абрикосы, высушенные без косточки, называются курага, высушенные мелкоплодные с косточкой называются — урюк, цельный плод, из которого перед сушкой была вынута косточка, из неё извлечено ядро и вложено обратно в абрикос — аштак-паштак.
Также в Армении из абрикосов готовят алани: абрикосы слегка подсушивают, потом вынимают косточки и вместо них начиняют орехами и сахаром.
Абрикосовые косточки светло-коричневые, ядрышко горьковатое. Их едят, а также из их ядер делают марципан. Порой служат заменителем горького миндаля.
В кухне Ближнего Востока и Северной Африки абрикосы используются для приготовления Камар ад-Дина (букв. «Луна религии»), густого абрикосового напитка, который является популярным блюдом на ифтаре во время Рамадана. Считается, что Камар ад-Дин происходит из Дамаска, Сирия, где впервые был выращен сорт абрикосов, наиболее подходящий для приготовления этого напитка. В Армении из абрикосов варят алкогольный напиток абрикон, схожий с бренди.